# Tvoje tvář má známý hlas (9. řada)
Devátá řada zábavné televizní show Tvoje tvář má známý hlas Měla premiéru 27. února 2022 na TV Nova, finále proběhlo 1. května 2022.

## Formát
Každý ze soutěžících si v každém kole vylosuje jednu známou osobnost, kterou v následujícím týdnu napodobí. Slouží jim k tomu profesionální tým maskérů, tanečníků a odborníků na zpěv a herectví. Jejich úkolem je napodobit ji tak, aby zaujala porotu, která na konci večera rozdá body od 1 až po 8. Soutěžící, který má za večer nejvíce bodů, vyhraje a přiděluje 25 000 Kč libovolné charitativní společnosti, v této řadě se peníze určují své zvolitelné osobnosti. V případě remízy rozhoduje porota. O vítězi také rozhodují sami soutěžící, jelikož každý z nich má ještě pět speciálních bodů, které uděluje jednomu ze svých kolegů. Pokud se soutěžící dělí o poslední místo spolu s jiným soutěžícím, je na poslední místo vždy určen pouze jeden.
Body se průběžně sčítají až do konce devátého kola – semifinále, kdy čtyři účinkující s nejvyšším počtem bodů postoupí do finále. O celkovém vítězi rozhodne porota ve finálovém kole. Vítěz obdrží 150 000 Kč a předá je libovolné charitě.

## Obsazení

### Moderátoři a porota
Moderátory jsou Aleš Háma a Ondřej Sokol. Čtvrtý díl odmoderoval Ondřej Sokol sám.
Členy poroty se stali poprvé čtyři stálí členové.  Jakub Kohák, Eva Burešová, Petra Nesvačilová a Daniel Dangl.
Eva Burešová byla v devátém díle vystřídána Patricií Pagáčovou.

### Soutěžící
Tým soutěžících se skládal z osmi osobností:
- čtyři ženy (Monika Absolonová, Iva Kubelková, Denisa Nesvačilová, Nikita Machytková)
- čtyři muži (Martin Carev, Denis Šafařík, Saša Rašilov, Václav Kopta)

| Jméno osobnosti    | Profese     | Vyhrané týdny  | Prohrané týdny | Výsledek |
| ------------------ | ----------- | -------------- | -------------- | -------- |
| Václav Kopta       | Herec       | 1., 9., Finále | —              | Vítěz    |
| Iva Kubelková      | Moderátorka | 2., 4.         | —              | 2. místo |
| Monika Absolonová  | Zpěvačka    | 6.             | —              | 3. místo |
| Nikita Machytková  | Zpěvačka    | 3., 8.         | 2., 7.         | 4. místo |
| Saša Rašilov       | Herec       | 5.             | —              | 5. místo |
| Denisa Nesvačilová | Herečka     | 7.             | 3., 4., 8.     | 6. místo |
| Denis Šafařík      | Herec       | —              | 1., 5., 9.     | 7. místo |
| Martin Carev       | YouTuber    | —              | 6.             | 8. místo |

### Mentoři
Soutěžícím při přípravách vystoupení pomáhali mentoři:
| Herectví     | Adéla Gondíková Dalibor Gondík |
| Zpěv         | Linda Finková                  |
| Choreografie | Miňo Kereš                     |

## Přehled vítězů
| Kolo         | Soutěžící          | Vystupující jako   | Konkrétní osoba                           |
| ------------ | ------------------ | ------------------ | ----------------------------------------- |
| 1.           | Václav Kopta       | Brian Johnson      | začínající muzikant Filip                 |
| 2.           | Iva Kubelková      | Lucie Bílá         | příspěvek na asistenčního psa pro Adélku  |
| 3.           | Nikita Machytková  | James Arthur       | příspěvek na rehabilitaci pro Nikoláska   |
| 4.           | Iva Kubelková      | Steven Tyler       | příspěvek na asistenčního psa pro Adélku  |
| 5.           | Saša Rašilov       | Ozzy Osbourne      | příspěvek na kašlacího asistenta pro Péťu |
| 6.           | Monika Absolonová  | Christina Aguilera | příspěvek na rehabilitaci pro Anetku      |
| 7.           | Denisa Nesvačilová | Jana Kratochvílová | příspěvek na rehabilitaci pro Leonku      |
| 8.           | Nikita Machytková  | Rihanna            | příspěvek na rehabilitaci pro Nikoláska   |
| 9.           | Václav Kopta       | Elton John         | začínající muzikant Filip                 |
| 10. (finále) | Václav Kopta       | Panjabi MC         | začínající muzikant Filip                 |

Jelikož soutěžící Denis Šafařík a Martin Carev nevyhráli žádné soutěžní kolo, dostali po svém závěrečném vystoupení od moderátorů Ondřeje Sokola a Aleše Hámy šek v hodnotě 25 000 Kč, který přidělili libovolné charitativní společnosti.
- Denis Šafařík daroval částku na rehabilitaci pro Aničku.
- Martin Carev věnoval peníze na rehabilitaci pro Ríšu.

## Přehled vystoupení
| Soutěžící          | První týden         | Druhý týden                          | Třetí týden                  | Čtvrtý týden                          | Pátý týden     | Šestý týden               | Sedmý týden            | Osmý týden              | Semifinále                  | Finále                |
| ------------------ | ------------------- | ------------------------------------ | ---------------------------- | ------------------------------------- | -------------- | ------------------------- | ---------------------- | ----------------------- | --------------------------- | --------------------- |
| Václav Kopta       | Brian Johnson AC/DC | Jiří Šlitr                           | Věra Špinarová               | Dagmar Veškrnová                      | PSY            | Richard Müller            | Kali                   | Tina Turner             | Elton John                  | Panjabi MC            |
| Iva Kubelková      | Pokáč               | Lucie Bílá                           | Dua Lipa                     | Steven Tyler Aerosmith                | Fergie         | Bruno Mars                | Ivan Mládek Banjo Band | Sia                     | Zac Efron                   | Miley Cyrus           |
| Monika Absolonová  | Adele               | Miroslav Žbirka                      | Helena Vondráčková           | Michal David                          | DJ BoBo        | Christina Aguilera        | Pavol Hammel           | Pavel Vítek             | Lady Gaga                   | Rebecca Fergusonová   |
| Nikita Machytková  | The Weeknd          | Monika Bagárová                      | James Arthur                 | Beyoncé                               | Marilyn Monroe | Usher                     | Josef Vojtek Kabát     | Rihanna                 | Whitney Houston             | Michael Jackson       |
| Saša Rašilov       | P!nk                | Kapitán Demo                         | Victor Willis Village People | Oldřich Nový                          | Ozzy Osbourne  | Vojtěch Dyk Nightwork     | Lucie Bílá             | Keith Flint The Prodigy | Michael Kocáb Pražský výběr | John Travolta         |
| Denisa Nesvačilová | Jennifer Lopez      | František Ringo Čech                 | Britney Spears               | Nicole Scherzinger The Pussycat Dolls | Jiří Korn      | El Chombo                 | Jana Kratochvílová     | Damiano David Måneskin  | Marilyn Manson              | Olivia Newton-Johnová |
| Denis Šafařík      | Miley Cyrus         | Pavel Horňák Kroky Františka Janečka | Král Jelimán                 | Waldemar Matuška                      | Kylie Minogue  | Redfoo LMFAO              | Petr Sepeši            | Naďa Urbánková          | Robbie Williams             | Václav Neckář         |
| Martin Carev       | Marky Mark          | Hana Zagorová                        | Mirai Navrátil Mirai         | Justin Timberlake                     | Jason Derulo   | Petra Janů Triky a pověry | Gipsy Gipsy.cz         | Joey Tempest Europe     | Conchita Wurst              | Helena Vondráčková    |

Legenda
     soutěžící se umístil na prvním místě
     soutěžící se umístil na posledním místě
     soutěžící byl nehodnocen
     soutěžící byl vyřazen

### Souhrn bodů
| Souhrn bodů        | Souhrn bodů | Souhrn bodů | Souhrn bodů | Souhrn bodů | Souhrn bodů | Souhrn bodů | Souhrn bodů | Souhrn bodů | Souhrn bodů | Souhrn bodů | Souhrn bodů |
| Soutěžící          | 1.          | 2.          | 3.          | 4.          | 5.          | 6.          | 7.          | 8.          | 9.          | Body        | Umístění    |
| ------------------ | ----------- | ----------- | ----------- | ----------- | ----------- | ----------- | ----------- | ----------- | ----------- | ----------- | ----------- |
| Václav Kopta       | 1. 41       | 5. 23       | 7. 10       | 7. 18       | 3. 21       | 2. 27       | 3. 28       | 3. 26       | 1. 42       | 236         | Vítěz       |
| Iva Kubelková      | 7. 11       | 1. 33       | 6. 16       | 1. 38       | 7. 14       | 6. 20       | 5. 26       | 2. 38       | 6. 24       | 220         | 2. místo    |
| Monika Absolonová  | 2. 40       | 3. 24       | 4. 25       | 2. 23       | 4. 20       | 1. 36       | 6. 15       | 5. 15       | 3. 33       | 231         | 3. místo    |
| Nikita Machytková  | 5. 20       | 8. 9        | 1. 44       | 3. 23       | 2. 38       | 4. 25       | 8. 11       | 1. 41       | 2. 42       | 253         | 4. místo    |
| Saša Rašilov       | 6. 18       | 7. 17       | 2. 30       | 4. 23       | 1. 38       | 5. 21       | 7. 13       | 4. 24       | 7. 24       | 208         | —           |
| Denisa Nesvačilová | 4. 22       | 2. 32       | 8. 9        | 8. 18       | 5. 20       | 7. 15       | 1. 36       | 8. 13       | 4. 33       | 198         | —           |
| Denis Šafařík      | 8. 10       | 6. 23       | 3. 30       | 5. 23       | 8. 14       | 3. 26       | 2. 29       | 6. 14       | 8. 23       | 192         | —           |
| Martin Carev       | 3. 22       | 4. 23       | 5. 20       | 6. 18       | 6. 19       | 8. 14       | 4. 26       | 7. 13       | 5. 27       | 182         | —           |

## Jednotlivé týdny

### První týden
- Společně s Václavem Koptou vystoupil Lukáš Pavlásek jako Angus Young.
- Společně se Sašou Rašilovem vystoupil Patrik Děrgel jako Channing Tatum.
- Společně s Martinem Carevem vystoupila Erika Stárková jako Loleatta Holloway.
- Společně s Nikitou Machytkovou vystoupila Jitka Boho jako Ariana Grande.

| Poř. | Soutěžící          | Osobnost       | Píseň                 | Body (porotců a bonusové) | Body (porotců a bonusové) | Body (porotců a bonusové) | Body (porotců a bonusové) | Body (porotců a bonusové) | Celkem bodů | Finální pořadí | Speciální body |
| Poř. | Soutěžící          | Osobnost       | Píseň                 | Kohák                     | Nesvačilová               | Burešová                  | Dangl                     | Bonus                     | Celkem bodů | Finální pořadí | Speciální body |
| ---- | ------------------ | -------------- | --------------------- | ------------------------- | ------------------------- | ------------------------- | ------------------------- | ------------------------- | ----------- | -------------- | -------------- |
| 1    | Iva Kubelková      | Pokáč          | „Matfyzák na discu“   | 2                         | 5                         | 1                         | 3                         | 0                         | 11          | 7.             | Monika         |
| 2    | Václav Kopta       | Brian Johnson  | „Highway to Hell“     | 6                         | 6                         | 6                         | 8                         | 15                        | 41          | Vítěz          | Saša           |
| 3    | Denisa Nesvačilová | Jennifer Lopez | „Waiting For Tonight“ | 5                         | 4                         | 4                         | 4                         | 5                         | 22          | 4.             | Martin         |
| 4    | Saša Rašilov       | P!nk           | „Beautiful Trauma“    | 1                         | 2                         | 5                         | 5                         | 5                         | 18          | 6.             | Monika         |
| 5    | Denis Šafařík      | Miley Cyrus    | „Believe“             | 4                         | 3                         | 2                         | 1                         | 0                         | 10          | 8.             | Denisa         |
| 6    | Martin Carev       | Marky Mark     | „Good Vibrations“     | 3                         | 1                         | 7                         | 6                         | 5                         | 22          | 3.             | Václav         |
| 7    | Monika Absolonová  | Adele          | „Easy On Me“          | 7                         | 8                         | 8                         | 7                         | 10                        | 40          | 2.             | Václav         |
| 8    | Nikita Machytková  | The Weeknd     | „Save Your Tears“     | 8                         | 7                         | 3                         | 2                         | 0                         | 20          | 5.             | Václav         |

### Druhý týden (Speciální česko-slovenský týden)
- Společně s Denisem Šafaříkem vystoupil Aleš Háma, Petra Nesvačilová a Ondřej Sokol jako Michal David, Markéta Muchová a František Janeček ze skupiny Kroky Františka Janečka.
- Společně se Sašou Rašilovem vystoupili Jan Bendig a Zdeněk Godla.
- Společně s Václavem Koptou vystoupila jeho dcera Jana Koptová jako Jana Malknechtová.
- Společně s Martinem Carevem vystoupili Roman Vojtek a Jan Maxián jako Petr Kotvald a Stanislav Hložek.
- Vystoupení Martina Careva obsahovalo i písně „Rýmy“, „Kamarád“ a „Diskohrátky“.
- Společně s Nikitou Machytkovou vystoupil Jan Bendig.
- Společně s Denisou Nesvačilovou vystoupil Jakub Kohák jako František Filipovský.

| Poř. | Soutěžící          | Osobnost             | Píseň                      | Body (porotců a bonusové) | Body (porotců a bonusové) | Body (porotců a bonusové) | Body (porotců a bonusové) | Body (porotců a bonusové) | Celkem bodů | Finální pořadí | Speciální body |
| Poř. | Soutěžící          | Osobnost             | Píseň                      | Kohák                     | Nesvačilová               | Burešová                  | Dangl                     | Bonus                     | Celkem bodů | Finální pořadí | Speciální body |
| ---- | ------------------ | -------------------- | -------------------------- | ------------------------- | ------------------------- | ------------------------- | ------------------------- | ------------------------- | ----------- | -------------- | -------------- |
| 1    | Denis Šafařík      | Pavel Horňák         | „To se oslaví“             | 1                         | 8                         | 4                         | 5                         | 5                         | 23          | 6.             | Václav         |
| 2    | Iva Kubelková      | Lucie Bílá           | „Tygřice“                  | 8                         | 6                         | 6                         | 8                         | 5                         | 33          | Vítězka        | Denisa         |
| 3    | Monika Absolonová  | Miroslav Žbirka      | „Balada o poľných vtákoch“ | 6                         | 7                         | 3                         | 3                         | 5                         | 24          | 3.             | Martin         |
| 4    | Saša Rašilov       | Kapitán Demo         | „Čardáš“                   | 4                         | 5                         | 1                         | 7                         | 0                         | 17          | 7.             | Denis          |
| 5    | Václav Kopta       | Jiří Šlitr           | „Motýl“                    | 5                         | 2                         | 5                         | 6                         | 5                         | 23          | 5.             | Monika         |
| 6    | Martin Carev       | Hana Zagorová        | „Já se vznáším“            | 2                         | 4                         | 8                         | 4                         | 5                         | 23          | 4.             | Denisa         |
| 7    | Nikita Machytková  | Monika Bagárová      | „Viva La Vida“             | 3                         | 3                         | 2                         | 1                         | 0                         | 9           | 8.             | Denisa         |
| 8    | Denisa Nesvačilová | František Ringo Čech | „Šubyduby Amerika“         | 7                         | 1                         | 7                         | 2                         | 15                        | 32          | 2.             | Iva            |

### Třetí týden
- Společně se Sašou Rašilovem vystoupil Jakub Kohák jako Felipe Rose.
- Vystoupení Ivy Kubelkové obsahovalo i píseň „Don't Start Now“.
- Společně s Václavem Koptou vystoupila Adéla Gondíková jako Václav Neckář.
- Společně s Monikou Absolonovou vystoupili Ondřej Sokol, Daniel Dangl a Aleš Háma jako Oldřich Kaiser, Jiří Lábus a Jaroslava Hanušová.

| Poř. | Soutěžící          | Osobnost           | Píseň               | Body (porotců a bonusové) | Body (porotců a bonusové) | Body (porotců a bonusové) | Body (porotců a bonusové) | Body (porotců a bonusové) | Celkem bodů | Finální pořadí | Speciální body |
| Poř. | Soutěžící          | Osobnost           | Píseň               | Kohák                     | Nesvačilová               | Burešová                  | Dangl                     | Bonus                     | Celkem bodů | Finální pořadí | Speciální body |
| ---- | ------------------ | ------------------ | ------------------- | ------------------------- | ------------------------- | ------------------------- | ------------------------- | ------------------------- | ----------- | -------------- | -------------- |
| 1    | Denis Šafařík      | Král Jelimán       | „Já tak rád trsám“  | 8                         | 1                         | 6                         | 5                         | 10                        | 30          | 3.             | Saša           |
| 2    | Saša Rašilov       | Victor Willis      | „Macho Man“         | 7                         | 5                         | 7                         | 6                         | 5                         | 30          | 2.             | Nikita         |
| 3    | Iva Kubelková      | Dua Lipa           | „Levitating“        | 4                         | 6                         | 5                         | 1                         | 0                         | 16          | 6.             | Nikita         |
| 4    | Martin Carev       | Mirai Navrátil     | „I přes to všechno“ | 2                         | 2                         | 4                         | 7                         | 5                         | 20          | 5.             | Nikita         |
| 5    | Denisa Nesvačilová | Britney Spears     | „Womanizer“         | 3                         | 3                         | 1                         | 2                         | 0                         | 9           | 8.             | Denis          |
| 6    | Václav Kopta       | Věra Špinarová     | „Nádhernej den“     | 1                         | 4                         | 2                         | 3                         | 0                         | 10          | 7.             | Monika         |
| 7    | Nikita Machytková  | James Arthur       | „Impossible“        | 5                         | 8                         | 8                         | 8                         | 15                        | 44          | Vítězka        | Martin         |
| 8    | Monika Absolonová  | Helena Vondráčková | „Dlouhá noc“        | 6                         | 7                         | 3                         | 4                         | 5                         | 25          | 4.             | Denis          |

### Čtvrtý týden (Filmový týden)
- Společně s Denisem Šafaříkem vystoupili Berenika Kohoutová, Tereza Mašková, Ivana Jirešová, Vojtěch Drahokoupil, Milan Peroutka, Michal Pribylinec jako dcery hajného Hana Buštíková, Dagmar Veškrnová, Olga Matušková a jako jejich nápadníci Jiří Schelinger, Milan Drobný a Jiří Korn.
- Společně se Sašou Rašilovem vystoupila Marika Šoposká jako Adina Mandlová.
- S Václavem Koptou vystoupili Adéla Gondíková a Dalibor Gondík jako Iva Janžurová a František Peterka.

| Poř. | Soutěžící          | Osobnost           | Píseň                          | Film                     | Body (porotců a bonusové) | Body (porotců a bonusové) | Body (porotců a bonusové) | Body (porotců a bonusové) | Body (porotců a bonusové) | Celkem bodů | Finální pořadí | Speciální body |
| Poř. | Soutěžící          | Osobnost           | Píseň                          | Film                     | Kohák                     | Nesvačilová               | Burešová                  | Dangl                     | Bonus                     | Celkem bodů | Finální pořadí | Speciální body |
| ---- | ------------------ | ------------------ | ------------------------------ | ------------------------ | ------------------------- | ------------------------- | ------------------------- | ------------------------- | ------------------------- | ----------- | -------------- | -------------- |
| 1    | Monika Absolonová  | Michal David       | „Discopříběh“                  | Discopříběh              | 6                         | 2                         | 3                         | 7                         | 5                         | 23          | 2.             | Iva            |
| 2    | Denis Šafařík      | Waldemar Matuška   | „Píseň hajného a dcer“         | Trhák                    | 2                         | 6                         | 7                         | 3                         | 5                         | 23          | 5.             | Iva            |
| 3    | Martin Carev       | Justin Timberlake  | „Can't Stop The Feeling“       | Trollové                 | 5                         | 1                         | 4                         | 8                         | 0                         | 18          | 6.             | Iva            |
| 4    | Iva Kubelková      | Steven Tyler       | „I Don't Want To Miss A Thing“ | Armageddon               | 8                         | 4                         | 1                         | 5                         | 20                        | 38          | Vítězka        | Saša           |
| 5    | Denisa Nesvačilová | Nicole Scherzinger | „Jai Ho“                       | Milionář z chatrče       | 7                         | 3                         | 2                         | 6                         | 0                         | 18          | 8.             | Denis          |
| 6    | Saša Rašilov       | Oldřich Nový       | „Jen pro ten dnešní den“       | Kristián                 | 3                         | 7                         | 6                         | 2                         | 5                         | 23          | 4.             | Iva            |
| 7    | Nikita Machytková  | Beyoncé            | „One Night Only“               | Dreamgirls               | 1                         | 5                         | 8                         | 4                         | 5                         | 23          | 3.             | Monika         |
| 8    | Václav Kopta       | Dagmar Veškrnová   | „Ba Dýdy Bába“                 | Co je doma, to se počítá | 4                         | 8                         | 5                         | 1                         | 0                         | 18          | 7.             | Nikita         |

### Pátý týden
- Společně s Denisou Nesvačilovou vystoupili Dalibor Gondík, Adéla Gondíková a účastnice Love Islandu Mirka Pikolová jako Kateřina Kornová a vokalistky.
- Společně s Nikitou Machytkovou vystoupili Ondřej Sokol a Aleš Háma jako Tony Curtis a Jack Lemmon.

| Poř. | Soutěžící          | Osobnost       | Píseň                                | Body (porotců a bonusové) | Body (porotců a bonusové) | Body (porotců a bonusové) | Body (porotců a bonusové) | Body (porotců a bonusové) | Celkem bodů | Finální pořadí | Speciální body |
| Poř. | Soutěžící          | Osobnost       | Píseň                                | Kohák                     | Nesvačilová               | Burešová                  | Dangl                     | Bonus                     | Celkem bodů | Finální pořadí | Speciální body |
| ---- | ------------------ | -------------- | ------------------------------------ | ------------------------- | ------------------------- | ------------------------- | ------------------------- | ------------------------- | ----------- | -------------- | -------------- |
| 1    | Iva Kubelková      | Fergie         | „A Little Party Never Killed Nobody“ | 2                         | 5                         | 4                         | 3                         | 0                         | 14          | 7.             | Václav         |
| 2    | Denisa Nesvačilová | Jiří Korn      | „Té, co snídá“                       | 1                         | 4                         | 3                         | 7                         | 5                         | 20          | 5.             | Saša           |
| 3    | Václav Kopta       | PSY            | „Gentleman“                          | 5                         | 1                         | 6                         | 4                         | 5                         | 21          | 3.             | Nikita         |
| 4    | Saša Rašilov       | Ozzy Osbourne  | „Dreamer“                            | 4                         | 8                         | 8                         | 8                         | 10                        | 38          | Vítěz          | Denisa         |
| 5    | Denis Šafařík      | Kylie Minogue  | „The Loco-Motion“                    | 6                         | 2                         | 1                         | 5                         | 0                         | 14          | 8.             | Monika         |
| 6    | Monika Absolonová  | DJ BoBo        | „Chihuahua“                          | 3                         | 3                         | 2                         | 2                         | 10                        | 20          | 4.             | Nikita         |
| 7    | Martin Carev       | Jason Derulo   | „Acapulco“                           | 7                         | 6                         | 5                         | 1                         | 0                         | 19          | 6.             | Monika         |
| 8    | Nikita Machytková  | Marilyn Monroe | „I Wanna Be Loved By You“            | 8                         | 7                         | 7                         | 6                         | 10                        | 38          | 2.             | Saša           |

### Šestý týden
- Společně s Denisem Šafaříkem vystoupili Erika Stárková a Martin Schreiner jako Natalia Kills a SkyBlu.
- Společně s Martinem Carevem vystoupili Adéla Gondíková a Dalibor Gondík jako Karel Šíp a Jaroslav Uhlíř.
- Vystoupení Martina Careva obsahovalo i písně „Si, si“ a „Hej, hola, zpívej si sám“.
- Společně se Sašou Rašilovem vystoupil Jan Maxián.

| Poř. | Soutěžící          | Osobnost           | Píseň               | Body (porotců a bonusové) | Body (porotců a bonusové) | Body (porotců a bonusové) | Body (porotců a bonusové) | Body (porotců a bonusové) | Celkem bodů | Finální pořadí | Speciální body |
| Poř. | Soutěžící          | Osobnost           | Píseň               | Kohák                     | Nesvačilová               | Burešová                  | Dangl                     | Bonus                     | Celkem bodů | Finální pořadí | Speciální body |
| ---- | ------------------ | ------------------ | ------------------- | ------------------------- | ------------------------- | ------------------------- | ------------------------- | ------------------------- | ----------- | -------------- | -------------- |
| 1    | Denis Šafařík      | Redfoo             | „Champagne Showers“ | 1                         | 4                         | 4                         | 2                         | 15                        | 26          | 3.             | Denisa         |
| 2    | Martin Carev       | Petra Janů         | „Kde bylo's, amore“ | 2                         | 3                         | 3                         | 1                         | 5                         | 14          | 8.             | Denis          |
| 3    | Iva Kubelková      | Bruno Mars         | „Uptown Funk“       | 4                         | 5                         | 6                         | 5                         | 0                         | 20          | 6.             | Denis          |
| 4    | Monika Absolonová  | Christina Aguilera | „I'm a Good Girl“   | 8                         | 8                         | 7                         | 8                         | 5                         | 36          | Vítězka        | Saša           |
| 5    | Denisa Nesvačilová | El Chombo          | „Dame Tu Cosita“    | 3                         | 1                         | 2                         | 4                         | 5                         | 15          | 7.             | Monika         |
| 6    | Nikita Machytková  | Usher              | „Yeah!“             | 6                         | 7                         | 5                         | 7                         | 0                         | 25          | 4.             | Denis          |
| 7    | Saša Rašilov       | Vojtěch Dyk        | „Tepláky“           | 5                         | 2                         | 1                         | 3                         | 10                        | 21          | 5.             | Martin         |
| 8    | Václav Kopta       | Richard Müller     | „Rozeznávám“        | 7                         | 6                         | 8                         | 6                         | 0                         | 27          | 2.             | Saša           |

### Sedmý týden (Speciální česko-slovenský týden)
- Se speciální číslem "Us" vystoupili Eva Burešová a Přemek Forejt jako Alicia Keys a James Bay.
- Společně se Sašou Rašilovem vystoupil Dalibor Gondík jako Ilona Csaková.
- Společně s Nikitou Machytkovou vystoupila Iva Pazderková jako Josef Vojtek.
- Společně s Denisem Šafaříkem vystoupila Jitka Boho jako Iveta Bartošová.
- Společně s Martinem Carevem vystoupil Radek Banga.
- Společně s Monikou Absolonovou vystoupila Petra Nesvačilová jako Magda Paveleková.
- Společně s Václavem Koptou vystoupila Jana Koptová jako Dara Rolins.
- Společně s Ivou Kubelkovou vystoupili Aleš Háma a Ondřej Sokol jako Ladislav Gerendáš a Ivo Pešák.

| Poř. | Soutěžící          | Osobnost           | Píseň                 | Body (porotců a bonusové) | Body (porotců a bonusové) | Body (porotců a bonusové) | Body (porotců a bonusové) | Body (porotců a bonusové) | Celkem bodů | Finální pořadí | Speciální body |
| Poř. | Soutěžící          | Osobnost           | Píseň                 | Kohák                     | Nesvačilová               | Burešová                  | Dangl                     | Bonus                     | Celkem bodů | Finální pořadí | Speciální body |
| ---- | ------------------ | ------------------ | --------------------- | ------------------------- | ------------------------- | ------------------------- | ------------------------- | ------------------------- | ----------- | -------------- | -------------- |
| 1    | Saša Rašilov       | Lucie Bílá         | „Láska je láska“      | 3                         | 1                         | 2                         | 2                         | 5                         | 13          | 7.             | Václav         |
| 2    | Nikita Machytková  | Josef Vojtek       | „Dole v dole“         | 2                         | 2                         | 1                         | 1                         | 5                         | 11          | 8.             | Iva            |
| 3    | Denis Šafařík      | Petr Sepeši        | „Knoflíky lásky“      | 7                         | 8                         | 7                         | 7                         | 0                         | 29          | 2.             | Iva            |
| 4    | Martin Carev       | Gipsy              | „Romano Hip Hop“      | 4                         | 4                         | 5                         | 3                         | 10                        | 26          | 4.             | Saša           |
| 5    | Monika Absolonová  | Pavol Hammel       | „Učiteľka tanca“      | 1                         | 5                         | 3                         | 6                         | 0                         | 15          | 6.             | Denisa         |
| 6    | Václav Kopta       | Kali               | „Daj viac“            | 6                         | 6                         | 6                         | 5                         | 5                         | 28          | 3.             | Martin         |
| 7    | Denisa Nesvačilová | Jana Kratochvílová | „Milování za svítání“ | 8                         | 7                         | 8                         | 8                         | 5                         | 36          | Vítězka        | Nikita         |
| 8    | Iva Kubelková      | Ivan Mládek        | „Koukejte vycouvat“   | 5                         | 3                         | 4                         | 4                         | 10                        | 26          | 5.             | Martin         |

### Osmý týden
- V rámci vystoupení Nikity Machytkové zazněly i písně „Only Girl (In The World)“, „We Found Love“ a „Where Have You Been“.
- Společně s Monikou Absolonovou vystoupil Pavel Vítek.
- Společně se Sašou Rašilovem vystoupili Vojtěch Drahokoupil a Dalibor Gondík.
- Společně s Ivou Kubelkovou vystoupil Jan Kotěšovský.

| Poř. | Soutěžící          | Osobnost       | Píseň                   | Body (porotců a bonusové) | Body (porotců a bonusové) | Body (porotců a bonusové) | Body (porotců a bonusové) | Body (porotců a bonusové) | Celkem bodů | Finální pořadí | Speciální body |
| Poř. | Soutěžící          | Osobnost       | Píseň                   | Kohák                     | Nesvačilová               | Burešová                  | Dangl                     | Bonus                     | Celkem bodů | Finální pořadí | Speciální body |
| ---- | ------------------ | -------------- | ----------------------- | ------------------------- | ------------------------- | ------------------------- | ------------------------- | ------------------------- | ----------- | -------------- | -------------- |
| 1    | Nikita Machytková  | Rihanna        | „Don't Stop The Music“  | 6                         | 7                         | 6                         | 7                         | 15                        | 41          | Vítězka        | Saša           |
| 2    | Václav Kopta       | Tina Turner    | „Proud Mary“            | 8                         | 6                         | 3                         | 4                         | 5                         | 26          | 3.             | Iva            |
| 3    | Denisa Nesvačilová | Damiano David  | „Beggin' “              | 1                         | 2                         | 5                         | 5                         | 0                         | 13          | 8.             | Václav         |
| 4    | Denis Šafařík      | Naďa Urbánková | „Prázdný expres“        | 4                         | 5                         | 4                         | 1                         | 0                         | 14          | 6.             | Martin         |
| 5    | Martin Carev       | Joey Tempest   | „The Final Countdown“   | 3                         | 1                         | 2                         | 2                         | 5                         | 13          | 7.             | Nikita         |
| 6    | Monika Absolonová  | Pavel Vítek    | „Mám rád vůni tvý kůže“ | 7                         | 4                         | 1                         | 3                         | 0                         | 15          | 5.             | Iva            |
| 7    | Saša Rašilov       | Keith Flint    | „Breathe“               | 2                         | 3                         | 8                         | 6                         | 5                         | 24          | 4.             | Nikita         |
| 8    | Iva Kubelková      | Sia            | „Chandelier“            | 5                         | 8                         | 7                         | 8                         | 10                        | 38          | 2.             | Nikita         |

### Devátý týden (semifinále)
- Společně s Denisem Šafaříkem vystoupila Jitka Boho jako Nicole Kidman.
- Společně s Martinem Carevem vystoupil Martin Schreiner jako Trevor Ashley.
- Aleš Háma a Ondřej Sokol vystoupili jako Vlado Müller a Martin Čížek s písní „Přátelé Zeleného údolí“.

| Poř. | Soutěžící          | Osobnost        | Píseň                             | Body (porotců a bonusové) | Body (porotců a bonusové) | Body (porotců a bonusové) | Body (porotců a bonusové) | Body (porotců a bonusové) | Celkem bodů | Finální pořadí | Speciální body |
| Poř. | Soutěžící          | Osobnost        | Píseň                             | Kohák                     | Nesvačilová               | Pagáčová                  | Dangl                     | Bonus                     | Celkem bodů | Finální pořadí | Speciální body |
| ---- | ------------------ | --------------- | --------------------------------- | ------------------------- | ------------------------- | ------------------------- | ------------------------- | ------------------------- | ----------- | -------------- | -------------- |
| 1    | Iva Kubelková      | Zac Efron       | „The Greatest Show“               | 6                         | 5                         | 8                         | 5                         | 0                         | 24          | 6.             | Monika         |
| 2    | Saša Rašilov       | Michael Kocáb   | „Pražákům, těm je tu hej“         | 5                         | 7                         | 5                         | 7                         | 0                         | 24          | 7.             | Nikita         |
| 3    | Denis Šafařík      | Robbie Williams | „Somethin' Stupid“                | 7                         | 5                         | 5                         | 6                         | 0                         | 23          | 8.             | Nikita         |
| 4    | Monika Absolonová  | Lady Gaga       | „Judas“                           | 6                         | 7                         | 7                         | 8                         | 5                         | 33          | 3.             | Václav         |
| 5    | Václav Kopta       | Elton John      | „Your Song“                       | 8                         | 8                         | 8                         | 8                         | 10                        | 42          | Vítěz          | Nikita         |
| 6    | Martin Carev       | Conchita Wurst  | „Diamonds Are Forever“            | 7                         | 8                         | 6                         | 6                         | 0                         | 27          | 5.             | Denisa         |
| 7    | Denisa Nesvačilová | Marilyn Manson  | „Sweet Dreams (Are Made of This)“ | 8                         | 6                         | 7                         | 7                         | 5                         | 33          | 4.             | Nikita         |
| 8    | Nikita Machytková  | Whitney Houston | „I Have Nothing“                  | 5                         | 6                         | 6                         | 5                         | 20                        | 42          | 2.             | Václav         |

### Desátý týden (finále)
- Eva Burešová a Erika Stárková vystoupili jako Beyoncé a Kendrick Lamar s písní „Freedom“.
- Originál písně „Never Enough“ zpívá Loren Allred.

| Poř. | Soutěžící          | Osobnost              | Píseň                         | Finální pořadí |
| ---- | ------------------ | --------------------- | ----------------------------- | -------------- |
| 1    | Václav Kopta       | Panjabi MC            | „Mundian To Bach Ke“          | Vítěz          |
| 2    | Denisa Nesvačilová | Olivia Newton-Johnová | „Summer Nights“               | 6.             |
| 2    | Saša Rašilov       | John Travolta         | „Summer Nights“               | 5.             |
| 3    | Iva Kubelková      | Miley Cyrus           | „Nothing Breaks Like a Heart“ | 2.             |
| 4    | Denis Šafařík      | Václav Neckář         | „Znám jednu starou zahradu“   | 7.             |
| 4    | Martin Carev       | Helena Vondráčková    | „Znám jednu starou zahradu“   | 8.             |
| 5    | Nikita Machytková  | Michael Jackson       | „Beat It“                     | 4.             |
| 6    | Monika Absolonová  | Rebecca Fergusonová   | „Never Enough“                | 3.             |

## Sledovanost
| Pořadí | Epizoda               | Datum premiéry    | Sledovanost Česko | Sledovanost Česko | Sledovanost Česko | Sledovanost Česko | Sledovanost Česko |
| Pořadí | Epizoda               | Datum premiéry    | 15+               | Share             | Share             | Share             | Ref.              |
| Pořadí | Epizoda               | Datum premiéry    | 15+               | 15+               | 15–54             | 15–69             | Ref.              |
| ------ | --------------------- | ----------------- | ----------------- | ----------------- | ----------------- | ----------------- | ----------------- |
| 1      | První týden           | 27. února 2022    | 721 000           | 21,35 %           | 24,39 %           | 22,65 %           | [ 1 ]             |
| 2      | Druhý týden           | 6. března 2022    | 689 000           | 19,96 %           | 24,47 %           | 22,14 %           | [ 2 ]             |
| 3      | Třetí týden           | 13. března 2022   | 630 000           | 21,31 %           | 22,38 %           | 21,92 %           | [ 3 ]             |
| 4      | Čtvrtý týden          | 20. března 2022   | 645 000           | 22,37 %           | 22,85 %           | 23,03 %           | [ 4 ]             |
| 5      | Pátý týden            | 27. března 2022   | 635 000           | 19,47 %           | 21,36 %           | 20,41 %           | [ 5 ]             |
| 6      | Šestý týden           | 3. dubna 2022     | 685 000           | 20,43 %           | 22,25 %           | 21,22 %           | [ 6 ]             |
| 7      | Sedmý týden           | 10. dubna 2022    | 732 000           | 22,36 %           | 24,39 %           | 23,20 %           | [ 7 ]             |
| 8      | Osmý týden            | 17. dubna 2022    | 616 000           | 19,46 %           | 22,22 %           | 20,39 %           | [ 8 ]             |
| 9      | Devátý týden          | 24. dubna 2022    | 686 000           | 20,99 %           | 21,24 %           | 20,75 %           | [ 9 ]             |
| 10     | Desátý týden (finále) | 1. května 2022    | 775 000           | 24,20 %           | 25,32 %           | 26,16 %           | [ 10 ]            |
| Průměr | Průměr                | Průměr            | 682 000           | 21,2 %            | 23,1 %            | 22,2 %            | —                 |
| 11     | Silvestrovský sestřih | 31. prosince 2022 | 736 000           | 19,98 %           | 25,73 %           | 23,40 %           | [ 11 ]            |
| 12     | Silvestrovský sestřih | 31. prosince 2023 | 694 000           | 21,41 %           | 29,42 %           | 25,58 %           | [ 12 ]            |

### Silvestrovský sestřih
Dne 31. prosince 2022 byl pro diváky připraven silvestrovský sestřih pořadu s podtitulem Velký silvestrovský případ. Pořadem provázeli moderátoři Ondřej Sokol a Aleš Háma. Tentokrát oba moderátoři vystoupili jako policisté Roman Skála a Bohouš Pírko, kteří dostali za úkol najít ztracenou moderátorku Lucii Borhyovou. Diváci mohli vidět nejlepší vystoupení předchozích řad. Vystoupil Adam Mišík jako Miley Cyrus, Jan Cina jako Montserrat Caballé, Jan Kopečný jako Nicole Kidmanová, Eva Burešová jako Renée Zellweger, Erika Stárková jako Shakira, David Gránský jako Daniel Nekonečný, Monika Absolonová jako Rebecca Fergusonová nebo Eva Burešová, Berenika Kohoutová, Markéta Procházková, Markéta Konvičková, Jitka Boho a Anna Slováčková jako The Pussycat Dolls a další. Sestřih probíhal v sobotu od 20.40 do 0.00.
Dne 31. prosince 2023 se uskutečnil další sestřih s podtitulem Noc plná hvězd, v níž se opět objevili Ondřej Sokol a Aleš Háma, kteří zůstali v zastaveném výtahu. V tomto speciálu, oba moderátoři účinkovali také jako režisér Kohoutek a produkční Slepička, kteří marně hledají náhradu za ztracené moderátory. V silvestrovském sestřihu se dále objevují hosté, jako Jiřina Bohdalová, Tereza Kostková, Karel Šíp nebo Libor Bouček. Diváci mohli vidět vystoupení předchozích řad. Vystoupila Marta Jandová jako Meat Loaf, Václav Kopta jako Tina Turner, Hana Holišová jako Lucie Bílá, Jitka Čvančarová jako Yvetta Simonová, Martin Dejdar jako Bill Nighy, Ivana Chýlková jako PSY, Jan Cina jako Madonna nebo Ondřej Ruml, Jan Cina, Vojtěch Drahokoupil, David Gránský a Robert Urban jako Backstreet Boys a další. Sestřih probíhal v neděli od 22.05 do 0.00.